# オリエンタルライン
オリエンタルラインは、かつて日本に存在した海運会社。
山下汽船のグループ会社として発足。米軍の協力により戦車を沖縄からベトナムへ輸送するなど山下汽船の別働的な役目を担った。長田　渉は小佐野賢治、田中角栄と親交が深く海運業界の裏世界のドンと言われた。

## 概要
- 代表取締役　長田 渉

- 支店 台北、香港、シンガポール

出典
『それでも私は生きぬいた ある男のエンディングノート』　図書新聞出版

## グループ会社
白亜カナダドライ（資本金20億円） - 1972年（昭和47年）設立。1974年会社更生法倒産時に工場が全国中継され話題となった。